# Kristine Esebua
Kristine Esebua, gruzinska lokostrelka, * 19. marec 1985.
Sodelovala je na lokostrelskem delu poletnih olimpijskih igrah leta 2004, kjer je osvojila 40. mesto v individualni konkurenci.